# Ville-en-Sallaz
Ville-en-Sallaz es una comuna y localidad francesa situada en la región Ródano-Alpes, en el departamento de Alta Saboya, en el distrito de Bonneville.

## Geografía
La comuna está situada en la vertiente sur del macizo de Les Brasses, a medio camino entre Ginebra, Annecy y Chamonix. Se encuentra a 5 km al oeste de Saint-Jeoire, la capital de su cantón.

## Demografía
| 293 | 331 | 334 | 339 | 503 | 676 |
| Para los censos de 1962 a 1999 la población legal corresponde a la población sin duplicidades (Fuente: INSEE [Consultar]) |     |     |     |     |     |

## Lista de alcaldes
- 2001-actualidad: Claudine Ranvel